# زافيتي إليتشا (خاباروفسك كراي)
زافيتي إليتشا (بالروسية: Заветы Ильича) هي مدينة في مقاطعة خاباروفسك كراي في روسيا. يبلغ عدد سكانها حوالي 9912 نسمة.